# Maytenus apiculata
Maytenus apiculata är en benvedsväxtart som beskrevs av Julian Alfred Steyermark. Maytenus apiculata ingår i släktet Maytenus och familjen Celastraceae. Inga underarter finns listade.